# پیوند اجتماعی و پرورش خویشاوندی
پیوند اجتماعی و پرورش خویشاوندی: سازگاری بین رویکردهای فرهنگی و زیستی (انگلیسی: Social Bonding and Nurture Kinship)، کتابی دربارهٔ خویشاوندی انسانی و رفتار اجتماعی نوشته ماکسیمیلیان هالند است که در سال ۲۰۱۲ چاپ شده‌است. این کار دیدیگاه‌های زیست‌شناسی فرگشتی، روان‌شناسی و انسان‌شناسی فرهنگی-اجتماعی را برای درک پیوند اجتماعی آسان و رفتار مشارکتی ترکیب می‌کند. این کتاب یک درمان نظری را ارائه می‌کند که بسیاری باور دارند پرسش‌های دیرینه دربارهٔ جایگاه مناسب پیوندهای ژنتیک (یا "خونی") در روابط خویشاوندی و اجتماعی انسانی را حل کرده‌است، و ترکیبی است که "باید الهام‌بخش سرمایه‌گذاری‌های ظریف‌تر در به‌کارگیری رویکردهای داروینی در انسان‌شناسی فرهنگی-اجتماعی باشد.." این کتاب «نقطه عطفی در زمینه زیست‌شناسی فرگشتی» نامیده شده‌است که «به اصل موضوع مربوط به رابطه مناقشه‌آمیز بین مقوله‌های خویشاوندی، ارتباط ژنتیک و پیش‌بینی رفتار می‌پردازد»، «مکان‌های ژنتیکی جبرگرایی در دیدگاه صحیح»و به عنوان «نمونه درخشانی از آنچه که می‌توان به دست آورد، زمانی که دانشمندان عالی‌رتبه به‌طور کامل فراتر از مرزهای رشته‌ای درگیر شوند»، عمل می‌کند. 